# Spoil five
Spoil five är ett irländskt kortspel som spelas med insatser och som går ut på att vinna tre stick av fem möjliga eller att åtminstone hindra motspelarna från att göra det.
Kortens rangordning avviker på några punkter från vad som gäller i de flesta kortspel: i spader och klöver är de numrerade korten omvänt värderade, det vill säga att tian är lägst. Vidare räknas femman som högsta kort i trumffärgen, följd av knekten. Dessutom är hjärter ess, oavsett gällande trumffärg, alltid tredje högsta trumfkort.
I given delas fem kort ut till varje spelare, och nästa kort vänds upp och bestämmer trumffärg. Vid spelet om sticken gäller att det är tillåtet att spela ett trumfkort även om man har kort i den utspelade färgen. En spelare som har vunnit tre stick tar hem potten. Skulle det vara fråga om de tre första sticken i given kan spelaren deklarera jinx, innebärande ytterligare betalning från motspelarna om också de två återstående sticken tas hem. Om ingen spelare vunnit tre stick, eller om en jinx misslyckats, står potten kvar till nästa giv.